# Marcus Lüschow
Marcus Lüschow, auch Marcus Luschow und (latinisiert) Marcus Luscovius (* 1541 in Rostock; † 26. April 1601 ebenda) war ein deutscher Rechtswissenschaftler, Hochschullehrer und Rektor.

## Leben
Marcus Lüschow wurde geboren als Sohn des gleichnamigen Rostocker Ratsherrn Marcus Luschow und dessen Frau Margaretha, geb. Kron. Er studierte ab 1557 
Rechtswissenschaften an der Universität Rostock und an „auswärtigen Universitäten“ mit dem Abschluss als Doktor beider Rechte. Am 3. Februar 1571 wurde er an der Juristischen Fakultät zum rätlichen ordentlichen Professor der Rechte/Institutionen ernannt. Heinrich Camerarius wurde sein Nachfolger in diesem Amt, als er 1578 die rätliche Professur der Rechte/Codex übernahm als Nachfolger des 1577 nach Helmstedt gegangenen Johannes Borcholten. Lüschow hatte daneben zwischen 1571 und 1598 mehrfach das Amt des Rektors der Universität inne.
Marcus Lüschow war verheiratet mit Elisabeth Kerkhof, der Tochter des Rostocker Ratsherrn und Bürgermeisters Bertold Kerkhof III († 1555) und dessen Frau Margaretha Kellermann. Sein wiederum gleichnamiger Sohn Marcus Lüschow (1579–1656), Rostocker Ratsherr und Kämmerer, war ab 1602 verheiratet mit Anna Hein († 1607), der Tochter des Rostocker Bürgermeisters Friedrich Hein.